# Andogyrus
Andogyrus is een geslacht van kevers uit de familie schrijvertjes (Gyrinidae).
Het geslacht is voor het eerst wetenschappelijk beschreven in 1924 door Ochs.

## Soorten
Het geslacht omvat de volgende soorten:
- Andogyrus attenuatus Ochs, 1954
- Andogyrus buqueti (Aubé, 1838)
- Andogyrus depressus (Brullé, 1838)
- Andogyrus ellipticus (Brullé, 1838)
- Andogyrus forsteri Ochs, 1958
- Andogyrus gaujoni Ochs, 1954
- Andogyrus glaucus (Dejean, 1836)
- Andogyrus gracilipes Ochs, 1954
- Andogyrus ohausi Ochs, 1954
- Andogyrus peruvianus (Régimbart, 1907)
- Andogyrus puncticollis Ochs, 1954
- Andogyrus sedilloti (Régimbart, 1883)
- Andogyrus seriatopunctatus (Régimbart, 1883)
- Andogyrus zimmermanni Ochs, 1954